# Severín Pařížský
Severín Pařížský (? - 540/555 Paříž) je francouzský světec. Jako mnich se usadil v první polovině 6. století v poustevně na levém břehu Seiny u Paříže.

## Legenda
Podle legendy měl Severín mladému Chlodoaldovi, nejmladšímu synovi krále Chlodomera, ve své poustevně u cesty na Orléans zachránit život a nabídnout ochranu tím, že mu rituálně ustřihl dlouhé vlasy, čímž vykonal postřižiny. Podle jiných pramenů si Chlodoald své dlouhé vlasy, které nosil jako merovejský princ, ostříhal sám na znamení, že se vzdává svých nároků na trůn.
Po Severínově smrti měl Chlodoald na jeho paměť vybudovat modlitebnu, ve které byl poustevník pohřben. Ta byla zanedlouho zvětšena na kapli a posléze povýšena na kostel, který byl během normandských nájezdů vypálen. Kostel svatého Severína Pařížského byl obnoven v 11. století a v období gotiky přestavěn do dnešní podoby.